# Caduca phronimus
Caduca phronimus là một loài bướm đêm trong họ Noctuidae.